# Volby v San Marinu
Volby v San Marinu jsou svobodné. Volby probíhají pouze do jednokomorového parlamentu, do kterého se poměrným volebním systémem volí 60 poslanců na pětileté volební období. V čele státu stojí dva kapitáni-regenti, kteří jsou nepřímo voleni parlamentem na šestiměsiční mandát.

## Dominantní politické strany
- Sanmarinská křesťanskodemokratická strana
- Strana socialistů a demokratů
- Socialistická strana
- Unie pro republiku
- My Sanmariňané